# Machern
Machern – miejscowość i gmina w Niemczech, położona na terenie kraju związkowego Saksonia, w okręgu administracyjnym Lipsk, w powiecie Lipsk.

## Historia
Najstarsza znana wzmianka o Machern pod nazwą Mucherini pochodzi z 1015. Należało do księstwa biskupiego Merseburga. W XVI wieku po raz pierwszy wzmiankowano zamek w Machern, który obecną formę zawdzięcza przebudowie z 1733. W 1981 miał miejsce pożar wschodniego skrzydła zamku
W obrębie gminy leży wieś Püchau, wzmiankowana w 924, jako pierwsza spośród wszystkich miejscowości w dzisiejszej Saksonii, gdy w miejscowym zamku schronił się przed Węgrami król wschodniofrankijski Henryk I Ptasznik. W 919 została tam stoczona bitwa pod Püchen, w której Węgrzy odnieśli zwycięstwo nad siłami państwa wschodniofrankijskiego, kierując się następnie ku Lotaryngii. W latach 968–981 i 1015–1420 należało do diecezji merseburskiej, następnie leżało w granicach Elektoratu Saksonii, a od 1871 – Niemiec. Po zwycięstwie aliantów nad Niemcami w II wojnie światowej w latach 1945–1947 na zamku kwaterowali żołnierze amerykańscy i sowieccy.

## Zabytki
- Zamek Machern
- Zamek w Püchau
- Kościół św. Mikołaja w Machern, barokowy
- Kościół św. Piotra w Püchau

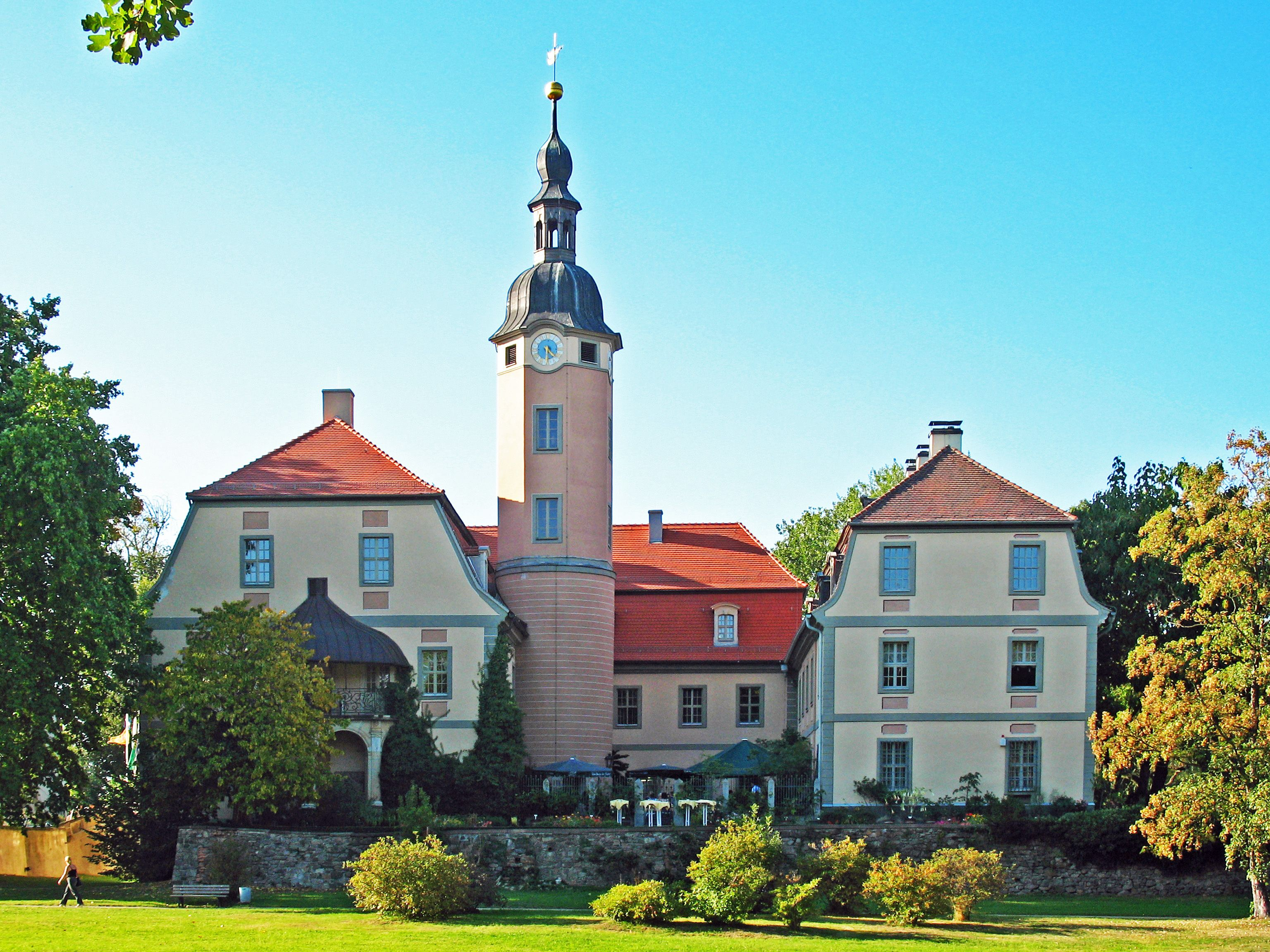
Zamek Machern
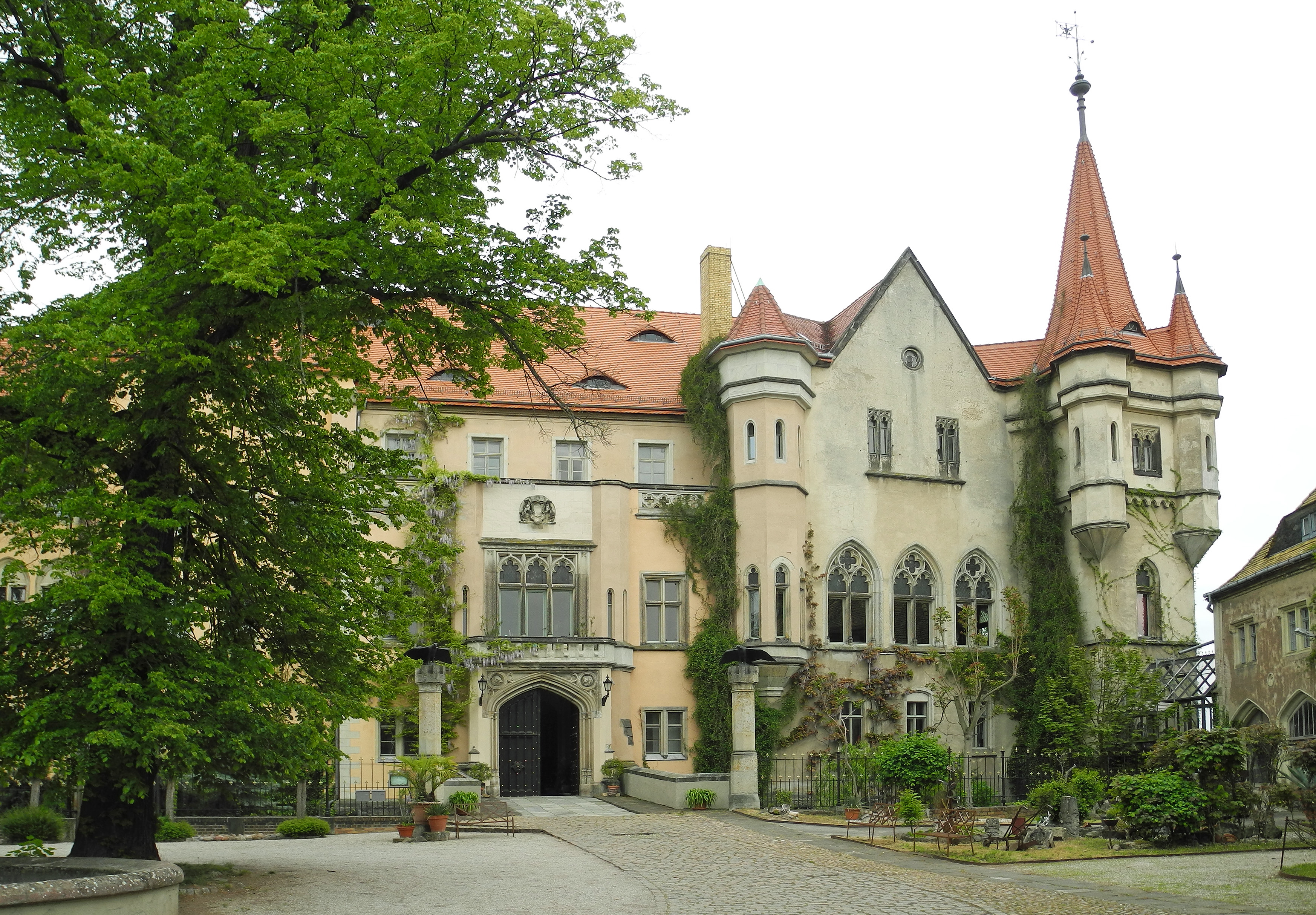
Zamek w Püchau
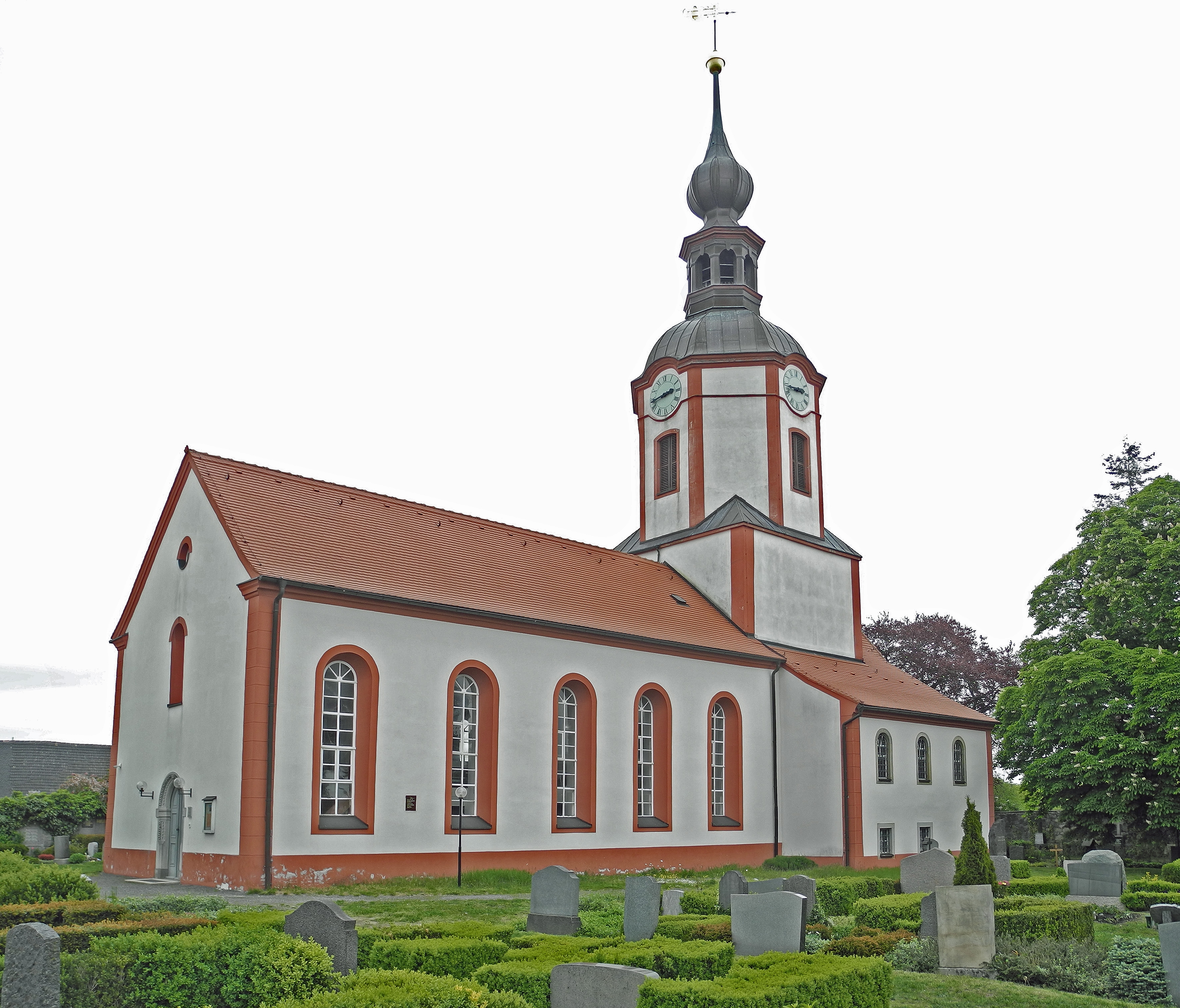
Kościół św. Mikołaja
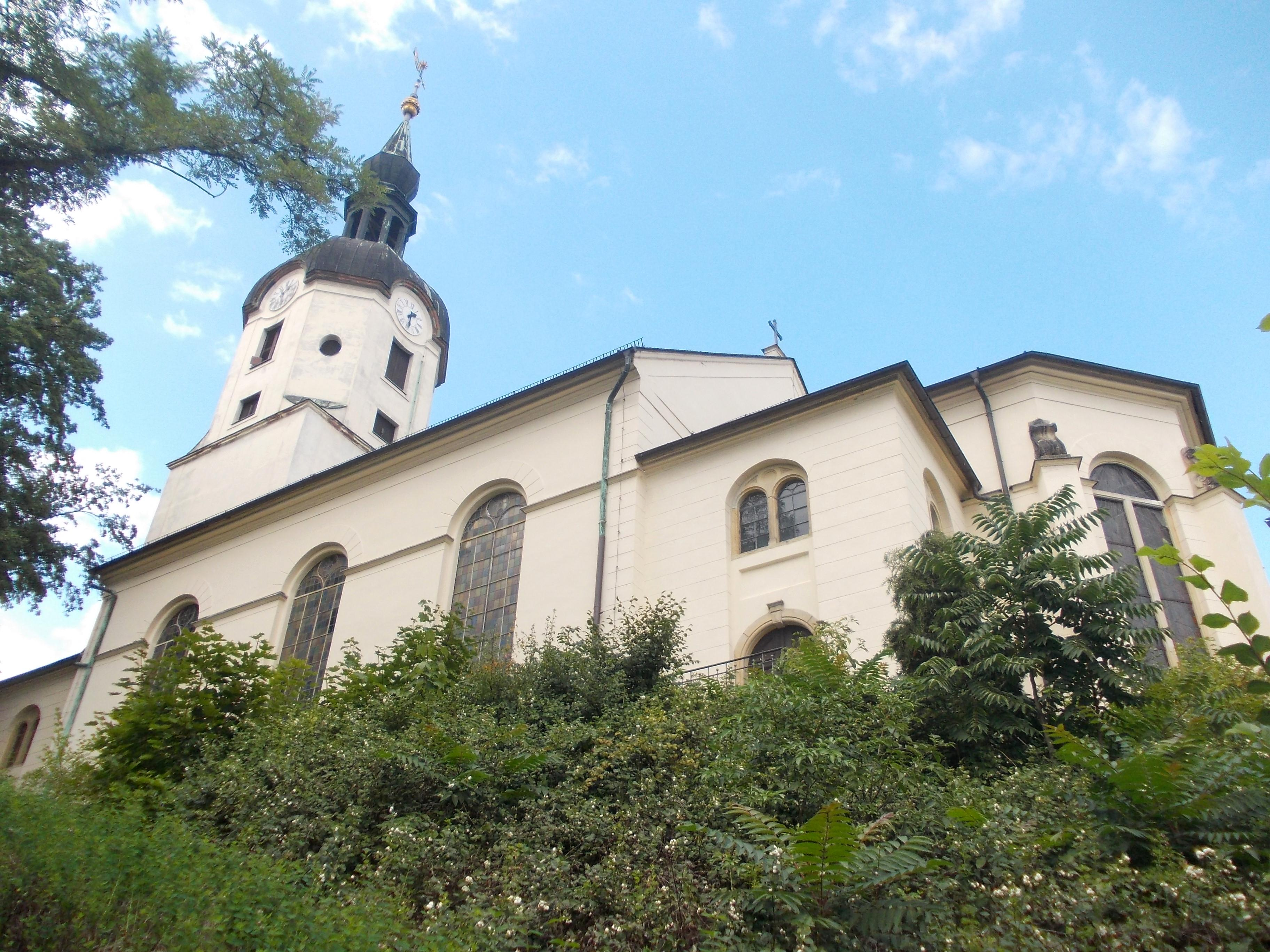
Kościół św. Piotra

## Współpraca
Miejscowości partnerskie:
- Linden, Hesja
- Macheren, Francja